# Line Røddik Hansen
Line Røddik Hansen (Copenaghen, 31 gennaio 1988) è una calciatrice danese, difensore del Nordsjælland.
Nella sua lunga carriera ha giocato sia in patria, conquistando con il Brøndby due titoli nazionali e una Coppa di Danimarca, anche in diversi campionati esteri, in quello svedese, vincendo tre titoli nazionali con Tyresö e Rosengård, quello francese con l'Olympique Lione, dove vince campionato e Coppa, per approdare infine a quello spagnolo.
Ha inoltre vestito dal 2004 al 2017 la maglia della nazionale danese, dalle giovanili UNder-17 e Under-19 fino alla nazionale maggiore, marcando con quest'ultima 132 presenze e 13 reti e laureandosi vicecampionessa d'Europa all'edizione dei Paesi Bassi 2017 prima di rinunciare alle convocazioni.

## Carriera

### Nazionale
Line Røddik Hansen viene convocata dalla federazione calcistica della Danimarca per vestire la maglia della nazionale danese Under-17 nel 2004, in occasione di un torneo interno in preparazione all'edizione 2004 della Nordic Cup di categoria, dove fa il suo debutto il 14 maggio nell'incontro vinto dalle pari età della Svezia sulla Danimarca per 3-1. In seguito verrà impiegata nelle due edizioni di Nordic Cup 2004 e 2005, collezionando con la Under-17 dieci presenze.
Sempre nel corso del 2004 viene convocata dal tecnico Per Rud anche nella formazione Under-19, dove scende in campo per la prima volta l'8 settembre, nell'amichevole di preparazione all'Europeo di Ungheria 2005 pareggiata 3-3 con le avversarie della Svizzera. Quella sarà la prima di 25 partite giocate con la giovanile danese, impiegata in tornei ufficiali UEFA dalle fasi di qualificazione, mancandola, agli europei di Inghilterra 2005, qualificandosi a Svizzera 2006, dove raggiunge le semifinali eliminate dalla Francia, e Islanda 2007, eliminata nella fase a gironi. Viene inoltre inserita in rosa nella formazione impegnata alle edizioni 2005 e 2006 del torneo ad invito di La Manga.
Invitata ai raduni della nazionale maggiore, fa il suo debutto il 25 febbraio 2006, a Bellinzona, dove al 46' rileva Louise Hansen nell'incontro dove la Danimarca batte in amichevole per 3-2 le avversarie della Svizzera. Da allora viene impiegata con regolarità nel reparto difensivo nella nazionale del suo paese, partecipando a tutte le fasi finali degli Europei di Finlandia 2009, eliminate alla fase a gironi, e Svezia 2013, dove raggiungono le semifinali, eliminate ai tiri di rigore dalla Norvegia dopo che il risultato rimase ninvariato sull'1-1 anche dopo i tempi supplementari, contribuendo alla qualificazione a Paesi Bassi 2017. Fallisce invece le qualificazioni ai Mondiali di 2011 e Canada 2015.
Partecipa anche a numerose edizioni dell'Algarve Cup, ininterrottamente dal 2007 al 2013, e dopo un periodo di pausa ancora in quelle del 2016 e 2017, conquistando due secondi posti (2007 e 2008, in entrambi i casi battute dagli Stati Uniti) e due terzi posti (2009, 2017).
Gioca la sua centesima partita con la maglia della nazionale nell'amichevole giocata a Mogoșoaia il 17 settembre 2015 dove la Danimarca supera la Romania per 2-0.

## Palmarès

### Club
- Campionato francese: 1

Olympique Lione: 2015-2016
- Campionato svedese: 3

Tyresö: 2012
Rosengård: 2014, 2015
- Campionato danese: 2

Brøndby: 2006-2007, 2007-2008
- Coppa della Regina: 1

Barcellona: 2018
- Coppa di Francia: 1

Olympique Lione: 2015-2016
- Coppa di Danimarca: 2

Brøndby: 2006-2007
Nordsjælland: 2019-2020